# Der König und die Tänzerin
Der König und die Tänzerin ist ein 1917 uraufgeführtes Bühnenstück von Lion Feuchtwanger.

## Aufbau
Das Werk besteht aus vier Akten sowie einem Prolog. Als ausschließlicher Schauplatz dient ein tropischer Park.

## Inhalt
Nachdem die schöne Sklavin Malavika an den Hof des Agnimitra, des Königs von Vidisha, gebracht wurde, befiel die Königin Dharini Eifersucht auf die junge Frau. Sie lässt sie deswegen zur Tänzerin ausbilden, damit sie den Blicken des Königs entschwunden ist. Diesen verlangt es aber nach ihr, so wie auch die Schöne Gefühle für den Herrscher hegt. Eine Gelegenheit, sie zu sehen, ergibt sich für Agnimitra, als die beiden Tanzmeister des Hofes sich gegenseitig ihr Können beweisen wollen. Auf Vorschlag des Hofnarren Gautama soll ein Wettstreit stattfinden. Malavika tritt als Repräsentantin eines der Meister an und bezaubert Agnimitra durch ihren Tanz und Gesang. Auch Iravati, die Zweitfrau des Königs, zürnt ihr nun.
Die Königin lässt Malavika in den Kerker sperren. Gautama kann sie jedoch durch einen Trick wieder befreien, indem er der Königin den Ring abnimmt und diesen den Wächtern als Zeichen vorzeigt. Nachdem Malavika mit ihrem Fuß einen Ashokabaum berührt und diesen dadurch zum Blühen bringt, erwirbt sie sich allgemeine Anerkennung. Zwei Kriegsgefangene offenbaren kurz darauf, dass die Schöne eine Prinzessin ist. Auch die Nonne Kauschiki bestätigt dies. Dharini akzeptiert nun die Liebe zwischen ihrem Gatten und Malavika.

## Hintergrund
Das Stück geht auf Mālavikāgnimitra nāṭakaṃ (Kurztitel: Mālavikāgnimitra), ein Frühwerk von Kalidasa, zurück. Feuchtwanger betrachtete den Urheber als „das stärkste Formtalent unter den Dramatikern des Sanskrit“. Historischer Hintergrund des Werkes ist der Konflikt zwischen der Shunga-Dynastie und dem Reich Vidarbha in der Region Berar.